# الفردانية الشبكية

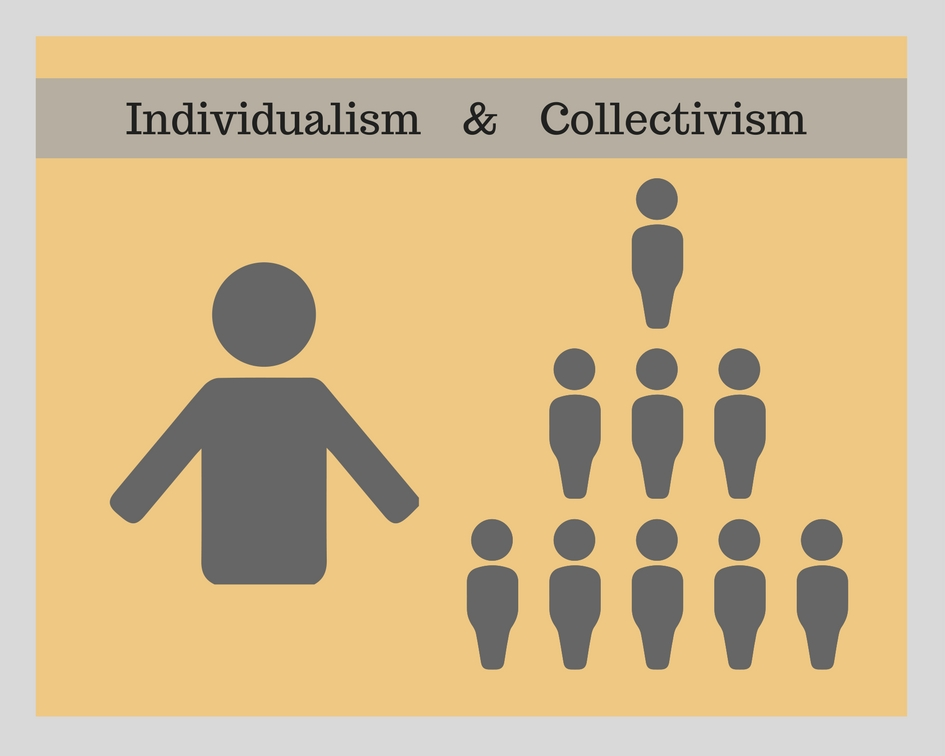
العالم الجديد للفردانية المتصلة بالشبكة يتمحور حول شبكات أكثر انفتاحًا

تمثل الفردانية الشبكية (بالإنجليزية: Networked individualism)‏ تحولًا عن النموذج الكلاسيكي للترتيبات الاجتماعية المشكلة حول البيروقراطيات الهرمية أو المجموعات الاجتماعية الشديدة الصلة مثل الأسر وفرق العمل، إلى الأفراد المتصلين باستخدام وسائل تطوّرت مع تطور التكنولوجيا والاتصالات. وعلى الرغم من أن الانتقال إلى الفردانية الشبكية بدأ قبل ظهور الإنترنت، إلا أنه عزز مع تطوّر شبكات وسائل التواصل الاجتماعي.

## أصل المصطلح
صاغ باري ويلمان المصطلح في عام 2000، ونُشر لأول مرة باسم مانويل كاستيلز وباري ولمان في عام 2001. وتوسع فيه بعد ذلك لي ريني وباري ويلمان في كتابهما الصادر عام 2012 بعنوان "شبكة الإنترنت: نظام التشغيل الاجتماعي الجديد" (إصدارات معهد ماساتشوستس للتكنولوجيا).

## التعريف
الأفراد المتصلون بالشبكة هم أعضاء في مجموعات متنوعة يسعون من خلالها لأشياء مختلفة؛ فعلى سبيل المثال، يمكن أن يكون نفس المجموعة مؤلفة من أفراد يسعون للحصول على الدعم العاطفي في حين يمكن استخدام مجموعة أخرى للحصول على عناوين جيدة في مدينة معينة. يمكن أن تكون هذه المجموعات منتشرة في جميع أنحاء العالم، وتجميع هذه الشبكات يؤدي إلى شخصية فردية عالية التخصيص وتنظيم جيد للشبكة.
العالم الجديد للفردانية المتصلة بالشبكة يتمحور حول شبكات أكثر انفتاحًا وتشكل أجزاء متفرقة توفر الدعم عند الطلب. لقد شُكلت مثل هذه الشبكات قبل ظهور الإنترنت. ومع دمج الإنترنت والهواتف المحمولة في حياتهم، غيّر الناس طرق تفاعلهم مع بعضهم البعض، وأصبحوا متصلين بشكل متزايد كأفراد بدلاً من أن يكونوا مضمنين في مجموعات. في عالم الفردية المتصلة بالشبكة، يُركز على الشخص بصورة أكبر من العائلة والوحدة العملية والحي والمجموعة الاجتماعية.

## تصنيف الفردانية الشبكية
أشارت الأبحاث الحديثة إلى تنوع في الفردية المتصلة بالشبكة. فالأفراد المتصلون بالشبكة أعضاء في دوائر اجتماعية متعددة ومتشابكة بشكل فضفاض، بينما ينتمي الأفراد المقيدون إلى عدد قليل من الدوائر الاجتماعية، ويمتلك الأفراد المحدودون عددًا أقل من الروابط الاجتماعية.

## الآثار المترتبة على مستقبل المجتمع
تتغير العلاقات الاجتماعية، والتكنولوجيا هي قوة دافعة في كثير من هذه التغييرات. هناك بعض المخاوف من أن التكنولوجيا الرقمية تقتل المجتمع، ولكن تشير الدراسات التي أجراها مشروع إنترنت بيو إلى أن هذه التكنولوجيات ليست نظمًا معزولة أو معزلة، بل دُمجت في حياة الناس الاجتماعية تمامًا مثل سابقاتها.
في مقاله القصير "صعود (وسقوط محتمل) الفردانية المتصلة بالشبكة"، شكك باري ويلمان في مستقبل الفردية المتصلة بالشبكة بعد حادث 11 سبتمبر.